# Liga Mexicana de Béisbol 1976
La Temporada 1976 de la Liga Mexicana de Béisbol fue la edición número 52. Para esta temporada el número de equipos se mantuvo en 16 pero hubo dos cambios de sede, los Charros de Jalisco que se convierten en los Alacranes de Durango (quienes debutaban en la liga), y los Cardenales de Tabasco al convertirse en Tecolotes de Nuevo Laredo que no participaban desde 1959. El equipo de Pericos de Puebla cambia el nombre por el de Ángeles de Puebla. Los Alijadores de Tampico pasan de jugar de la Zona Norte a la Zona Sur. Los equipos continúan divididos en la Zona Norte y Zona Sur, a su vez se subdividen en la división este y oeste con cuatro equipos cada una.
En la Serie Final los Diablos Rojos del México obtuvieron el sexto campeonato de su historia al derrotar en 6 juegos a los Algodoneros de Unión Laguna. El mánager campeón fue Benjamín "Cananea" Reyes.

## Equipos participantes
| Liga Mexicana de Béisbol 1976 |          |                             |           |                                      |                       |             |
| Zona                          | División | Equipo                      | Fundación | Ciudad                               | Estadio               | Capacidad   |
| Norte                         | Este     | Bravos de Reynosa           | 1963      | Reynosa, Tamaulipas                  | Adolfo López Mateos   | 10,000      |
| Norte                         | Este     | Mineros de Coahuila         | 1974      | Monclova, Coahuila Sabinas, Coahuila | Monclova Sabinas      | 8,500 4,000 |
| Norte                         | Este     | Sultanes de Monterrey       | 1939      | Monterrey, Nuevo León                | Cuauhtémoc            | 8,000       |
| Norte                         | Este     | Tecolotes de Nuevo Laredo   | 1940      | Nuevo Laredo, Tamaulipas             | La Junta              | 7,800       |
| Norte                         | Oeste    | Algodoneros de Unión Laguna | 1940      | Torreón, Coahuila                    | Mecano                | 16,000      |
| Norte                         | Oeste    | Dorados de Chihuahua        | 1936      | Chihuahua, Chihuahua                 | Manuel L. Almanza     | 8,000       |
| Norte                         | Oeste    | Indios de Ciudad Juárez     | 1936      | Ciudad Juárez, Chihuahua             | Cruz Blanca           | 5,000       |
| Norte                         | Oeste    | Saraperos de Saltillo       | 1970      | Saltillo, Coahuila                   | Francisco I. Madero   | 16,000      |
| Sur                           | Este     | Alijadores de Tampico       | 1937      | Tampico, Tamaulipas                  | Alijadores            | 7,000       |
| Sur                           | Este     | Cafeteros de Córdoba        | 1934      | Córdoba, Veracruz                    | "Beisborama"          | 12,000      |
| Sur                           | Este     | Diablos Rojos del México    | 1940      | México, D. F.                        | Seguro Social         | 25,000      |
| Sur                           | Este     | Petroleros de Poza Rica     | 1958      | Poza Rica, Veracruz                  | Heriberto Jara Corona | 10,000      |
| Sur                           | Oeste    | Alacranes de Durango        | 1958      | Durango, Durango                     | Francisco Villa       | 4,983       |
| Sur                           | Oeste    | Ángeles de Puebla           | 1938      | Puebla, Puebla                       | Hermanos Serdán       | 12,112      |
| Sur                           | Oeste    | Rieleros de Aguascalientes  | 1975      | Aguascalientes, Aguascalientes       | Alberto Romo Chávez   | 6,494       |
| Sur                           | Oeste    | Tigres Capitalinos          | 1955      | México, D. F.                        | Seguro Social         | 25,000      |

## Posiciones
| Zona Norte     | Zona Norte    | Zona Norte    | Zona Norte    | Zona Norte    |
| División Este  | División Este | División Este | División Este | División Este |
| Equipo         | JG            | JP            | PCT           | JV            |
| -------------- | ------------- | ------------- | ------------- | ------------- |
| Reynosa        | 67            | 68            | .496          | -             |
| Coahuila       | 61            | 66            | .480          | 2.0           |
| Monterrey      | 59            | 75            | .440          | 7.5           |
| Nuevo Laredo   | 54            | 82            | .397          | 13.5          |
| División Oeste |               |               |               |               |
| Equipo         | JG            | JP            | PCT           | JV            |
| Ciudad Juárez  | 74            | 61            | .548          | -             |
| Unión Laguna   | 75            | 62            | .547          | -             |
| Saltillo       | 72            | 61            | .541          | 1.0           |
| Chihuahua      | 67            | 68            | .496          | 7.0           |

| Zona Sur       | Zona Sur      | Zona Sur      | Zona Sur      | Zona Sur      |
| División Este  | División Este | División Este | División Este | División Este |
| Equipo         | JG            | JP            | PCT           | JV            |
| -------------- | ------------- | ------------- | ------------- | ------------- |
| Córdoba        | 78            | 53            | .595          | -             |
| México         | 75            | 63            | .543          | 6.5           |
| Poza Rica      | 68            | 67            | .504          | 12.0          |
| Tampico        | 66            | 68            | .493          | 13.5          |
| División Oeste |               |               |               |               |
| Equipo         | JG            | JP            | PCT           | JV            |
| Puebla         | 80            | 55            | .593          | -             |
| Aguascalientes | 68            | 66            | .507          | 11.5          |
| Tigres         | 54            | 78            | .409          | 24.5          |
| Durango        | 54            | 79            | .406          | 25.0          |

| Clasificado a los playoffs |

## Juego de Estrellas
El Juego de Estrellas de la LMB se realizó el 30 de junio en el Parque del Seguro Social en México, D. F. La Sur se impuso a la Zona Norte 7 carreras a 6.

## Play-offs
|  | Primer Play off | Primer Play off |              |   | Finales de zona | Finales de zona |  |  | Serie Final | Serie Final |
|  |                 |                 |              |   |                 |                 |  |  |             |             |
|  |                 |                 |              |   |                 |                 |  |  |             |             |
|  |                 |                 |              |   |                 |                 |  |  |             |             |
|  |                 |                 |              |   |                 |                 |  |  |             |             |
|  | Unión Laguna    | 4               |              |   |                 |                 |  |  |             |             |
|  | Unión Laguna    | 4               |              |   |                 |                 |  |  |             |             |
|  | Reynosa         | 1               |              |   |                 |                 |  |  |             |             |
|  | Reynosa         | 1               | Unión Laguna | 4 |                 |                 |  |  |             |             |
|  | Zona Norte      |                 | Unión Laguna | 4 |                 |                 |  |  |             |             |
|  |                 | Ciudad Juárez   | 2            |   |                 |                 |  |  |             |             |
|  | Coahuila        | Ciudad Juárez   | 2            | 1 |                 |                 |  |  |             |             |
|  | Coahuila        |                 |              | 1 |                 |                 |  |  |             |             |
|  | Ciudad Juárez   | 4               |              |   |                 |                 |  |  |             |             |
|  | Ciudad Juárez   | 4               | Unión Laguna | 2 |                 |                 |  |  |             |             |
|  |                 |                 | Unión Laguna | 2 |                 |                 |  |  |             |             |
|  |                 | México          | 4            |   |                 |                 |  |  |             |             |
|  | Aguascalientes  | México          | 4            | 1 |                 |                 |  |  |             |             |
|  | Aguascalientes  |                 |              | 1 |                 |                 |  |  |             |             |
|  | Córdoba         | 4               |              |   |                 |                 |  |  |             |             |
|  | Córdoba         | 4               | Córdoba      | 2 |                 |                 |  |  |             |             |
|  | Zona Sur        |                 | Córdoba      | 2 |                 |                 |  |  |             |             |
|  |                 | México          | 4            |   |                 |                 |  |  |             |             |
|  | México          | México          | 4            | 4 |                 |                 |  |  |             |             |
|  | México          |                 |              | 4 |                 |                 |  |  |             |             |
|  | Puebla          | 2               |              |   |                 |                 |  |  |             |             |
|  | Puebla          | 2               |              |   |                 |                 |  |  |             |             |

## Designaciones
Se designó como novato del año a Alfonso Jiménez de los Ángeles de Puebla.

## Acontecimientos relevantes
- Antonio Pollorena de los Algodoneros de Unión Laguna por tercera temporada consecutiva obtiene 20 victorias.
- Del 2 al 11 de junio Jacinto Hernández de los Plataneros de Tabasco impone marca de más ponches recibidos (18) en 9 juegos consecutivos.
- 14 de junio: Héctor Espino de los Alijadores de Tampico conecta su Hit 2,000 frente a Miguel Pereyra de los Ángeles de Puebla.
- 25 de junio: Arnoldo "Kiko" Castro de los Tigres Capitalinos conecta su Hit 2,000 frente a Richard Henninger de los Sultanes de  Monterrey.[3]